# Старая Боголюбовка
Старая Боголюбовка — село в составе Исаклинского района Самарской области. Входит в сельское поселение Новое Якушкино.

## География
Село расположено в верховьях реки Захарки, на окраине села находится её исток. До центра поселения (Новое Якушкино) — 15 км, до районного центра (Исаклы) — 40 км. Ближайшее крупное село, Кармало-Аделяково, находится в 5 километрах западнее.

## Население
| 2010 |
| ---- |
| 12   |

## Топографические карты
- Лист карты N-39-79 Серноводск. Масштаб: 1 : 100 000. Состояние местности на 1980 год. Издание 1987 г.
- Лист карты N-39-XXII. Масштаб: 1 : 200 000. Указать дату выпуска/состояния местности.